# 1935 год в истории метрополитена
В этой статье перечисляются основные  события из истории метрополитенов в 1935 году. Полужирным шрифтом выделены открытия новых транспортных систем.

## События
- 26 апреля — открыто электродепо «Северное» Московского метрополитена.
- 15 мая — открыта первая очередь Московского метрополитена[1]. Станции: «Сокольники», «Красносельская», «Комсомольская», «Красные Ворота», «Кировская» (ныне «Чистые пруды»), «Дзержинская» (ныне «Лубянка»), «Охотный Ряд», «Библиотека имени Ленина», «Дворец советов» (ныне «Кропоткинская»), «Парк Культуры». Станции на ответвлении от «Охотного Ряда»: «Улица Коминтерна» (ныне «Александровский Сад»), «Арбатская», «Смоленская». Всего 13 станций. Отныне этот день считается днём рождения Московского метрополитена.